# Roger Vonlanthen
Roger Vonlanthen (Lancy, 5 december 1930 – Onex, juli 2020) was een profvoetballer uit Zwitserland die gedurende zijn carrière bij voorkeur speelde als centrale aanvaller. Na zijn in 1966 beëindigde actieve loopbaan was hij werkzaam als voetbalcoach. Hij was onder meer bondscoach van Zwitserland (1977-1979).

## Clubcarrière
Vonlanthen speelde voor achtereenvolgens Grasshopper Club, Internazionale, US Alessandria, Lausanne-Sport en Servette. Met Grasshopper Club won hij twee keer de Zwitserse landstitel en tweemaal de nationale beker.

## Interlandcarrière
Vonlanthen kwam 27 keer uit voor het Zwitsers nationaal elftal in de periode 1951-1962 en scoorde acht keer voor zijn vaderland. Onder leiding van bondscoaches Gaston Tschirren, Leopold Kielholz en William Baumgartner maakte hij zijn debuut op 16 mei 1951 in het vriendschappelijke duel in Wrexham tegen Wales (3-2), net als doelman Walter Eich (BSC Young Boys).

## Trainerscarrière
Vonlanthen was bondscoach van de Zwitserse nationale ploeg van 30 maart 1977 tot en met 28 maart 1979. In de vijftien wedstrijden onder zijn leiding wonnen de Zwitsers vier duels, werd eenmaal gelijkgespeeld en tien keer verloren. Hij stapte op na de 3-0-nederlaag in de EK-kwalificatiewedstrijd tegen Nederland in Eindhoven en werd opgevolgd door Léo Walker.

## Erelijst
Grasshopper Club
- Zwitsers kampioenschap
  - Winnaar: 1952, 1956
- Beker van Zwitserland
  - Winnaar: 1952, 1956

 Lausanne-Sport
- Beker van Zwitserland
  - Winnaar: 1962